# Кампо Спортиво (Фрозиноне)
Кампо Спортиво је насеље у Италији у округу Фрозиноне, региону Лацио.
Према процени из 2011. у насељу је живело 17 становника. Насеље се налази на надморској висини од 285 м.